# GameTap
GameTap était un service de jeux vidéo online appartenant à Metaboli. La plateforme de GameTap permettait à ses utilisateurs via une connexion Internet d'accéder sur un ordinateur à des jeux d'arcades classiques, des jeux de consoles ou d'ordinateur, plus ou moins récents. Les utilisateurs pouvaient accéder gratuitement à une soixantaine de jeux puis, pour un abonnement mensuel (actuellement de 9,95 $) à plusieurs centaines de jeux.

## Détails du service
GameTap a été lancé avec environ 300 jeux pour dépasser, à son maximum, plus de 1000 jeux. Cependant, après que certains titres ont été retirés, ce nombre est repassé sous les 1000 jeux et se trouve actuellement vers les 950. Les nouveaux jeux sont rajoutés le jeudi. GameTap fournit également des programmes relatifs aux jeux vidéo, la musique, la technologie et les courts-métrages d'animation.
Les abonnés au service ont accès à l'intégralité du catalogue de jeux de GameTap. Les jeux ne peuvent pas être achetés et sont automatiquement désactivés à la résiliation de l'abonnement.
Le 1er mai 2007, Gametap a annoncé que le service voulait changer de modèle économique. Il y a désormais 3 accès différents de services : Invité (Guest), Vert (Green) et Or (Gold).
L'accès "Invité" est gratuit et ne nécessite pas d'inscription et uniquement l'installation du player Gametap. Il donne accès à une soixantaine de jeux gratuits. Avant le lancement de chaque jeu, une publicité de quelques secondes est lancée. Les jeux sont initialisés via le player lite de GameTap.
L'accès "Vert" est également gratuit mais nécessite l'enregistrement et la création d'un login. En plus de reprendre les caractéristiques de l'accès "Invité", il permet d'accéder aux jeux gratuits classés comme violents et aux jeux online gratuits multijoueur nécessitant une identification. Les jeux peuvent être lancés depuis le player "lite" ou "deluxe" de GameTap.
L'accès "Or" nécessite un abonnement mensuel ou annuel qui est actuellement de 9,95 $ par mois (0,99 $ le premier mois) ou de 59,95 $ par an. Les membres qui ont l'accès "Or" ont accès au catalogue complet de GameTap sans publicité depuis le player GameTap de leur choix.
Les accès "Vert" et "Invité" (gratuits) sont disponibles internationalement. L'accès "Or" (payant) est actuellement uniquement disponible aux États-Unis et au Canada. La société a annoncé vouloir permettre l'accès "Or" à d'autres pays début 2008.

## Accords avec les éditeurs
Gametap a obtenu la licence de jeux des sociétés suivantes : Activision, Atari, Midway, Namco, Sega, Taito, Eidos Interactive, Ubisoft, Codemasters, Vivendi Games, Konami, Electronic Arts, Capcom, Take-Two Interactive, Interplay et SNK Playmore.
Cependant, le 11 décembre 2007, GameTap a retiré près de 70 jeux des sociétés Electronic Arts et Interplay.

## Systèmes supportés
Les jeux fournis par GameTap  sont soit des exécutables spécifiques, soit des titres lancés via un émulateur inclus dans le logiciel GameTap. Sont supportés :
- Borne d'arcade
- Atari 2600
- Commodore 64
- DOS
- Intellivision
- Microsoft Windows
- Neo-Geo AES
- Sega Dreamcast
- Sega Game Gear
- Mega Drive
- Mega Drive 32X
- Sega Master System
- Sega Saturn
- Sega SG-1000

## Jeux originaux
Alors que GameTap a été lancé avec des vieux titres, le succès du service a permis de créer des jeux lancés en première distribution sur GameTap.
Le 9 mai 2006, un accord a été annoncé pour lancer Sam and Max : Saison 1  de Telltale Games et Myst Online: Uru Live. Le 7 février 2007, leur troisième jeu original Galactic Command: Echo Squad est disponible.

## GameTap TV
Via le logiciel Gametap ou le site internet du service (http://www.gametap.com), le service inclus également entre autres des programmes télévisés, des bandes annonces de jeux, des interviews de groupes musicaux et des créateurs de jeux. S'y trouvent notamment The Adventures of Sam and Max: Freelance Police, la série d'animation basé sur le comics Sam and Max, la mini-série Revisioned: Tomb Raider et des canaux événementiels sur les salons de jeux vidéo tels que l'E3.

## Exemples de jeux gratuits disponibles sur GameTap
- Tomb Raider : Legend
- Colin McRae Rally 2005
- Sam and Max, Saison 1, Épisode 4 : Abraham Lincoln doit mourir
- Psychonauts
- RealMyst
- Street Fighter II': Champion Edition
- Just Cause